# Dacus mediovittatus
Dacus mediovittatus är en tvåvingeart som beskrevs av White 2006. Dacus mediovittatus ingår i släktet Dacus och familjen borrflugor.
Artens utbredningsområde är Guinea. Inga underarter finns listade i Catalogue of Life.